# Râul Ghiula, Vânăta
Râul Ghiula este un curs de apă, afluent al râului Vânăta.